# Pieter van der Keere
Pieter van der Keere, (ook: Pieter van den Keere en: Petrus Kaerius) (Gent, 1571 - ca. 1646) was een Zuid-Nederlands cartograaf, graveur, uitgever en globemaker.

## Levensloop
Pieter van der Keere werd geboren in Gent. Zijn vader was Hendrick van den Keere (1540 - 1580), werkzaam als lettersnijder en lettergieter. Vanaf 1570 werkte Hendrick voor de firma Plantijn.
Na de dood van zijn vader verhuisde het gezin naar Antwerpen.
In 1584 vestigde z'n familie zich vanwege godsdienstige redenen in Londen. Daar kreeg hij van Jodocus Hondius, die getrouwd was met een van Pieters zusters, een opleiding als graveur. Veel is er niet bekend over zijn tijd in Engeland. Op 18 februari 1591 wordt hij ingeschreven in de "Dutch Church of Austin Friars", de getuige was Jodocus Hondius.
Het oudste bekende werk is een kaart van Ierland uit 1591: Hyberniae Novissima Descriptio. Deze werd uitgegeven door Hondius en diende als voorbeeld voor latere uitgaves van Ortelius' Theatrum. Hij leverde ook bijdrages aan John Nordens Speculum Britanniae uit 1593.
In laatstgenoemd jaar vestigden zowel Hondius als Van der Keere zich in Amsterdam. Voor Willem Barentsz graveerde hij kaarten voor het Caertboeck Vande Middel-landsche Zee. Hij werkte ook met Bertius, Cornelis Claesz, Plancius, Visscher en Waghenaer. In 1595 verscheen er een grote 10 bladige wandkaart van Europa: Nova Totius Europae Descriptio. Van der Keere bleek een pionier in het fabriceren van dergelijke wandkaarten. Zij werden meestal op linnen geplakt en van stokken voorzien zodat ze gemakkelijk opgehangen konden worden. Helaas zijn deze uitgaves nauwelijks onbeschadigd bewaard gebleven.
In het begin van de 17e eeuw ontstond de vraag naar grootschalige, meerbladige stadspanorama's. Ook Van der Keere leverde hieraan zijn bijdrage met panorama's van onder andere Utrecht, Keulen, Amsterdam en Parijs.

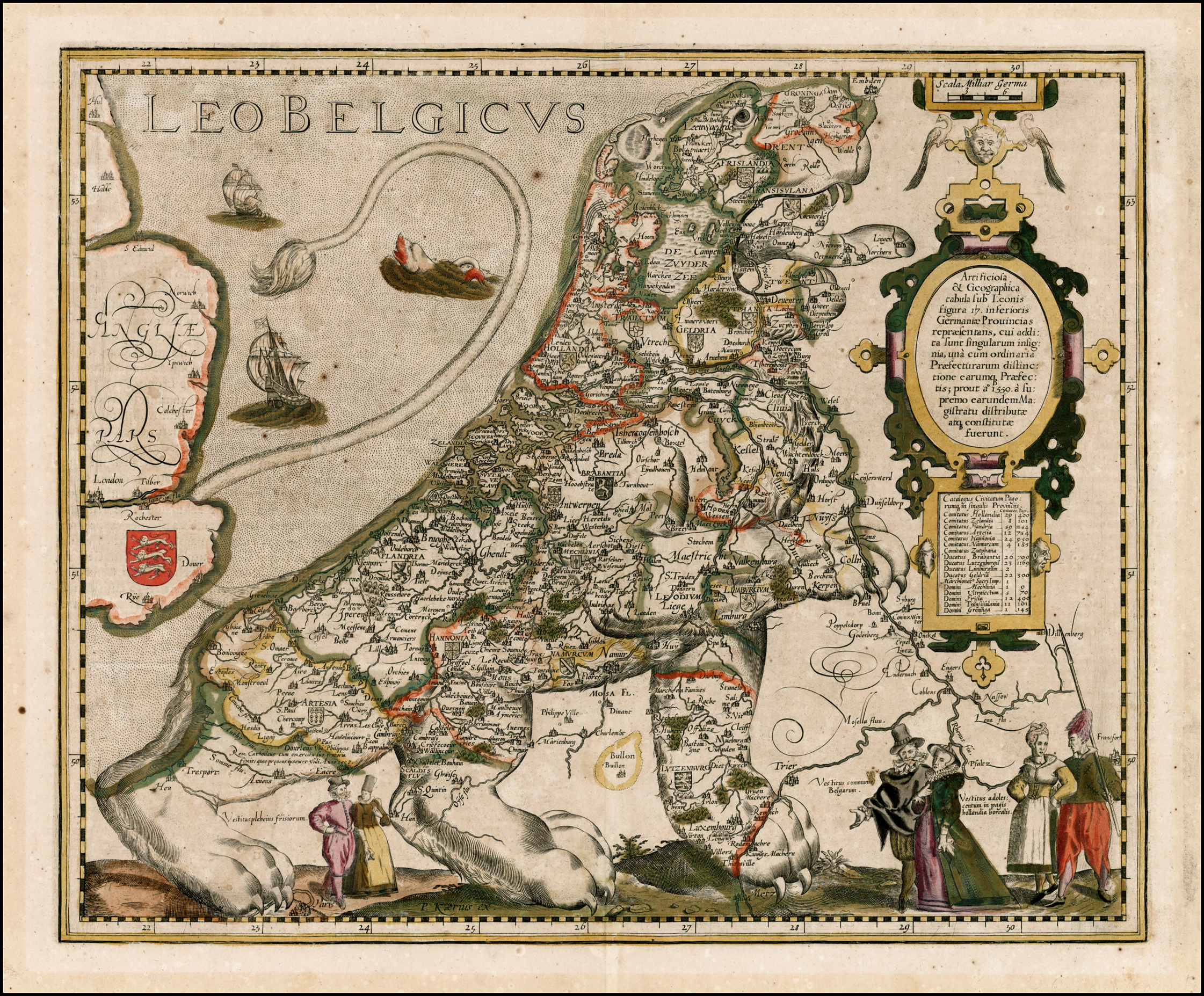
Leo Belgicus, 1617

Rond 1615 werd er begonnen met de voorbereiding van de uitgave van de atlas: Germania Inferior id est XVII Provincuarum.
Deze verscheen voor het eerst in 1617, met een voorwoord van Petrus Montanus. Het was een atlas van wat men in de jaren 70 de Benelux zou noemen.
De kaarten in deze atlas waren meestal bewerkingen van bestaande kaarten. Deze werden voorzien van stadsgezichten, kostuumfiguren -in navolging van de prenten van Braun en Hogenberg- en wapenschilden.
Daardoor ontstond een uniform geheel wat de atlas een aantrekkelijk aanzien gaf.
De atlas werd aan diverse overheidsinstanties aangeboden, o.a. aan het stadsbestuur van Antwerpen, en leverde zo ook een aanzienlijke inkomstenbron op voor de maker.

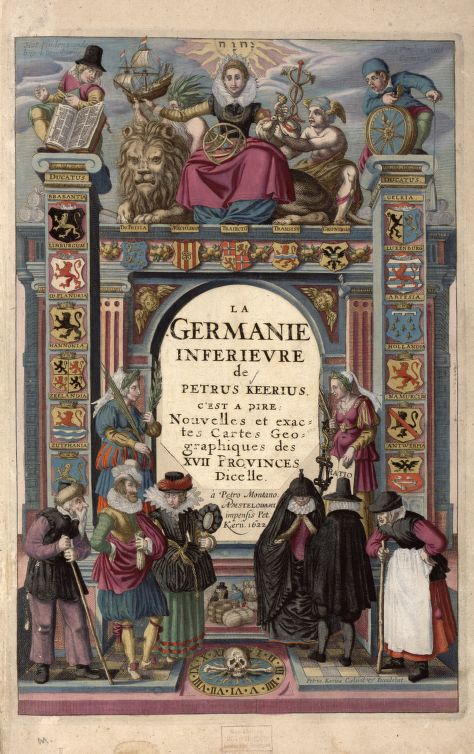
Titelpagina Franse editie van de Germania Inferior

Vanaf 1620 raakte Van der Keere in financiële problemen. Zijn zuster Colette, gehuwd met Jodocus Hondius, vraagt dan aan Pieter om zijn schulden maar af te betalen door de verkoop of levering van koperplaten uit zijn voorraad.
Een jaar na de dood van z'n eerste vrouw werd er in 1623 een inventaris opgemaakt van de bezittingen van Pieter en zijn gezin. Dit overzicht bevindt zich in het stadsarchief van Amsterdam en geeft een uitgebreid beeld van de waarde van de inboedel.
Enkele posten uit de inventaris: (waardeaanduiding: guldens-stuivers-penningen, een gulden had rond 1620 een waarde van € 10,-)
Huisraad &c.
- Een lader met peul op (een bed met kussen?) ... 34-0-0
- Een swart laeckens pack van Wambuis ende broeck met een paar swartsatijne mouwen op ... 25-0-0
- De klederen van Pieter ... 30-0-0
- Een diamanten ringh met een rondt rincxen tesamen getaxeert op ... 40-0-0

Koperplaten
- Kaertboeck van de nederlantsche provinciën (Germaniae Inferioris) begrypende 24 stucx platen ieder gevonden op 30 gulden bedraecht ... 720-0-0
- T nederlant in ses foliën yder a 24 guldens ... 150-0-0
- Vyf platen tot de stad Amsteredam t'stuck 20 gulden facit ... 100-0-0
- (Groote Bladt Charte) Nederlant met Chierat ... 40-0-0

Wit gedruckt goet
- 50 vant nederlant met sieraert a 3 stuiver ... 7-10-0
- Dryentwintich neerlanden, 6 folij ieder tot twintich stuivers facit ... 23-0-0
- 47 affgesette bladkaerten a 6 stuyvers tstuck facit ... 14-2-0

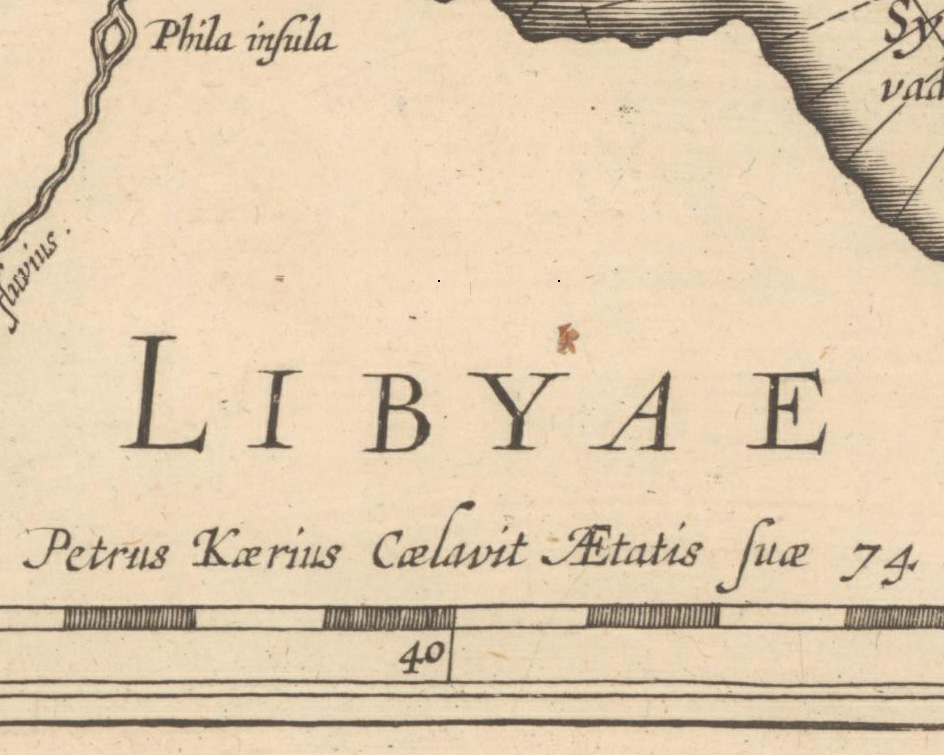
Petrus Kaerius Caelavit Aetatis suae 74

In 1628 gaf Johannes Janssonius een nieuwe Atlas Minor uit. Aangezien de oude platen uit voorgaande uitgaves verkocht waren aan Engeland moesten er nieuwe platen gegraveerd worden. Het merendeel van de 146 kaarten werd gemaakt door Pieter van der Keere.
Eenzelfde soort uitgave in 1630 door Jan Evertsz. Cloppenburg werd eveneens gemaakt met platen die hoofdzakelijk van Van der Keere afkomstig waren.
Na 1630 zijn er weinig of geen bijzonderheden meer te vinden over het leven van Van der Keere.
Opmerkelijk is de kaart Argonautica van Janssonius. Daarop staat: Petrus Kaerius Caelavit Aetatis suae 74. Dit geeft aan dat Van der Keere op 74-jarige leeftijd, rond 1645, deze kaart gemaakt heeft. In de Duitstalige editie van de atlas minor uit 1648 bevindt zich zelfs een kaartje van Zeeland met de toevoeging: Petrus Kaerius Flander Caelavit Aetatis suae 75, nog een jaartje ouder dus... Wellicht vermeldde Janssonius deze keren de graveur uit eerbetoon?
Ook de datering van sommige kaartjes in: John Speed's miniatuur-atlas Prospect of the Most Famous Parts of the World duidt er op dat hij in 1646 nog in leven was.

## Enkele kaarten

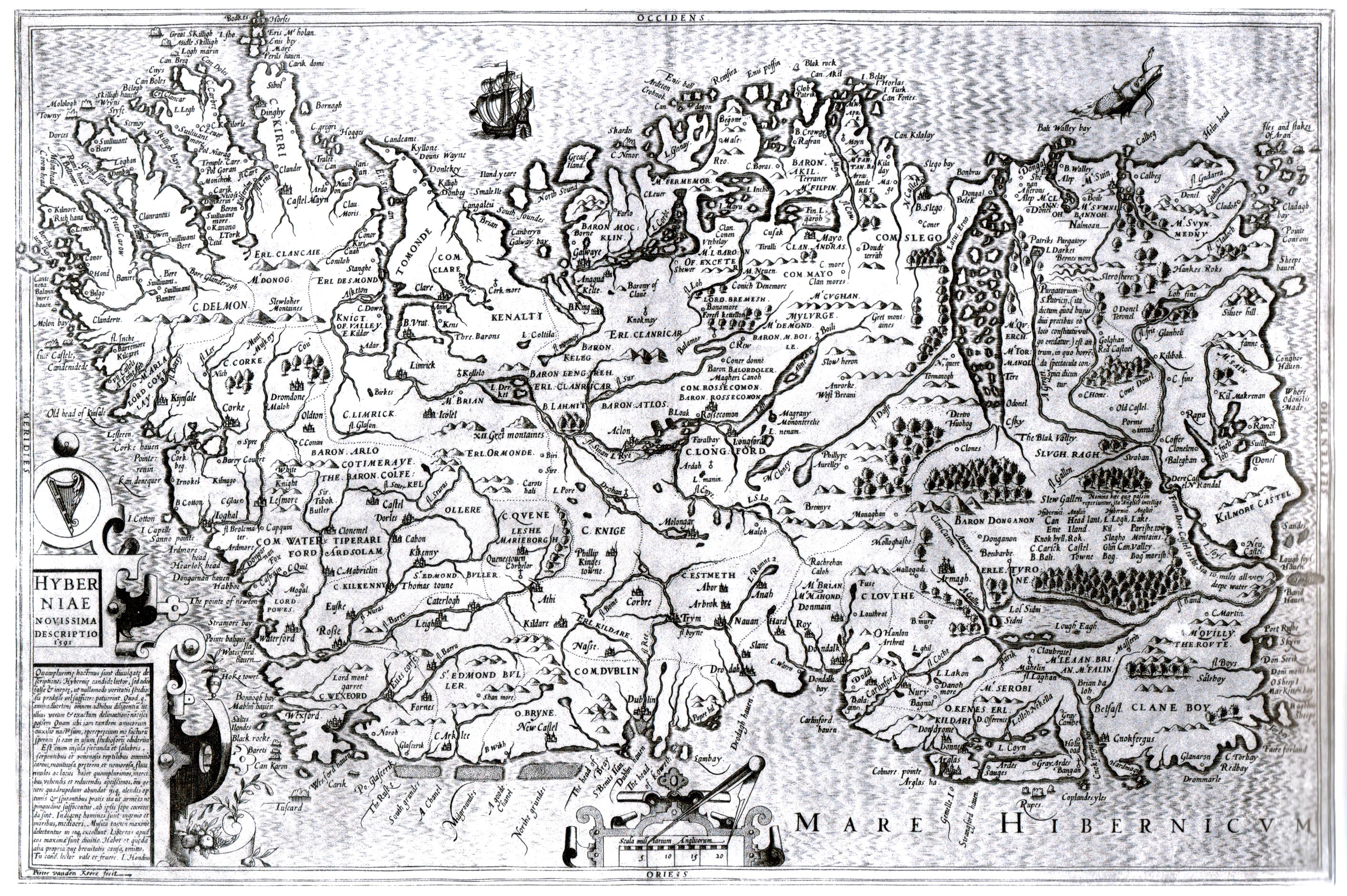
Ierland 1591
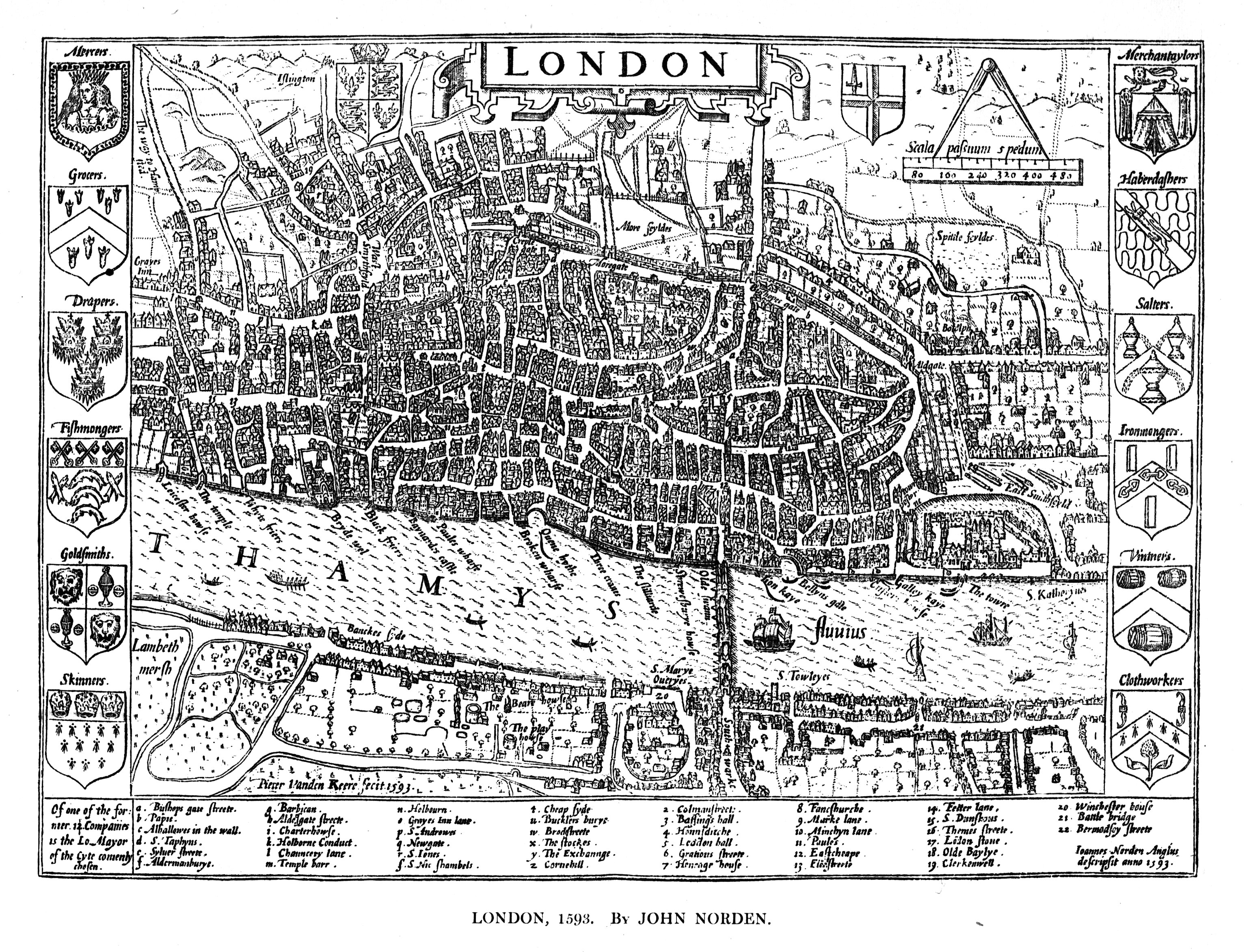
London 1593
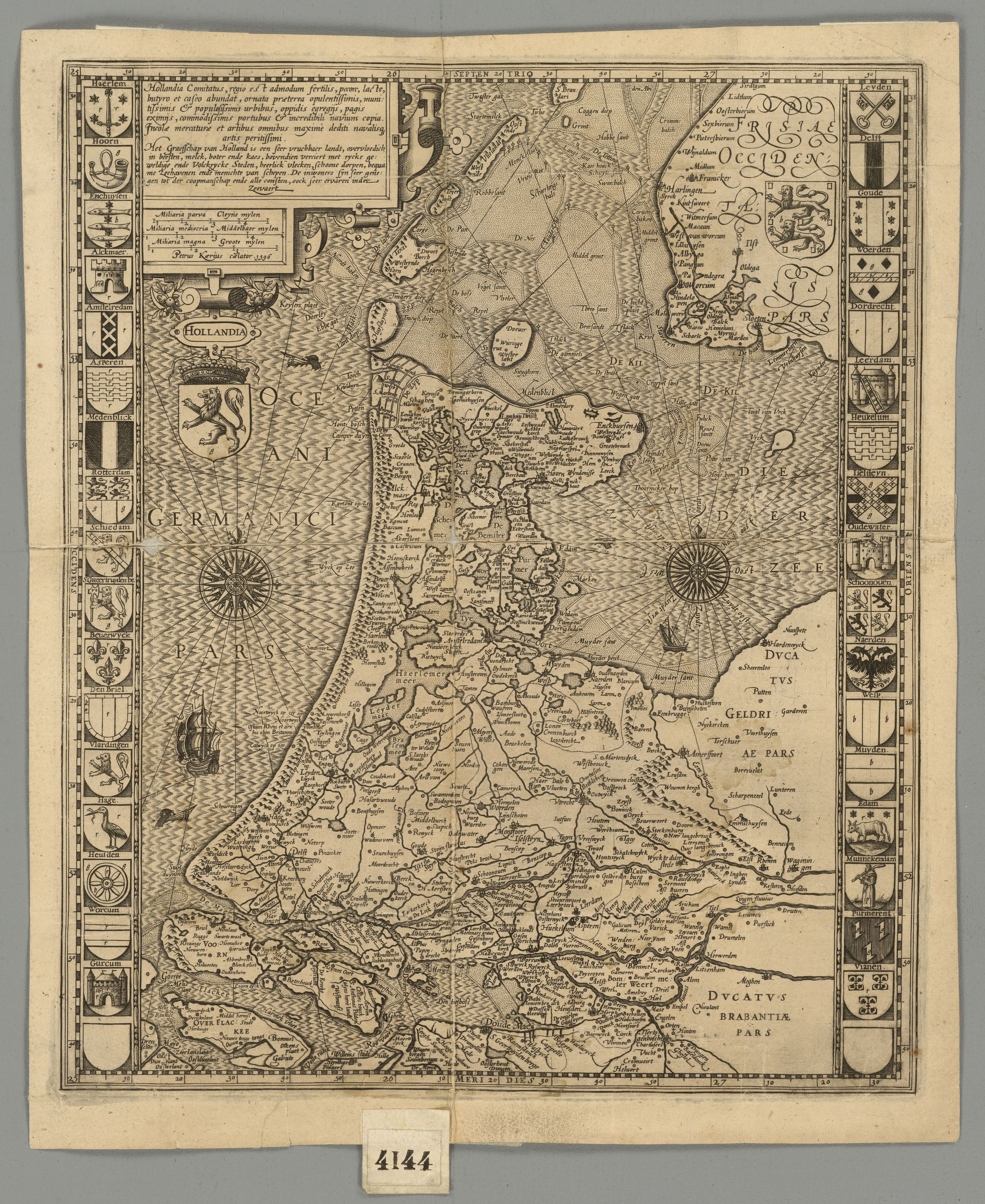
Noord-Holland 1596
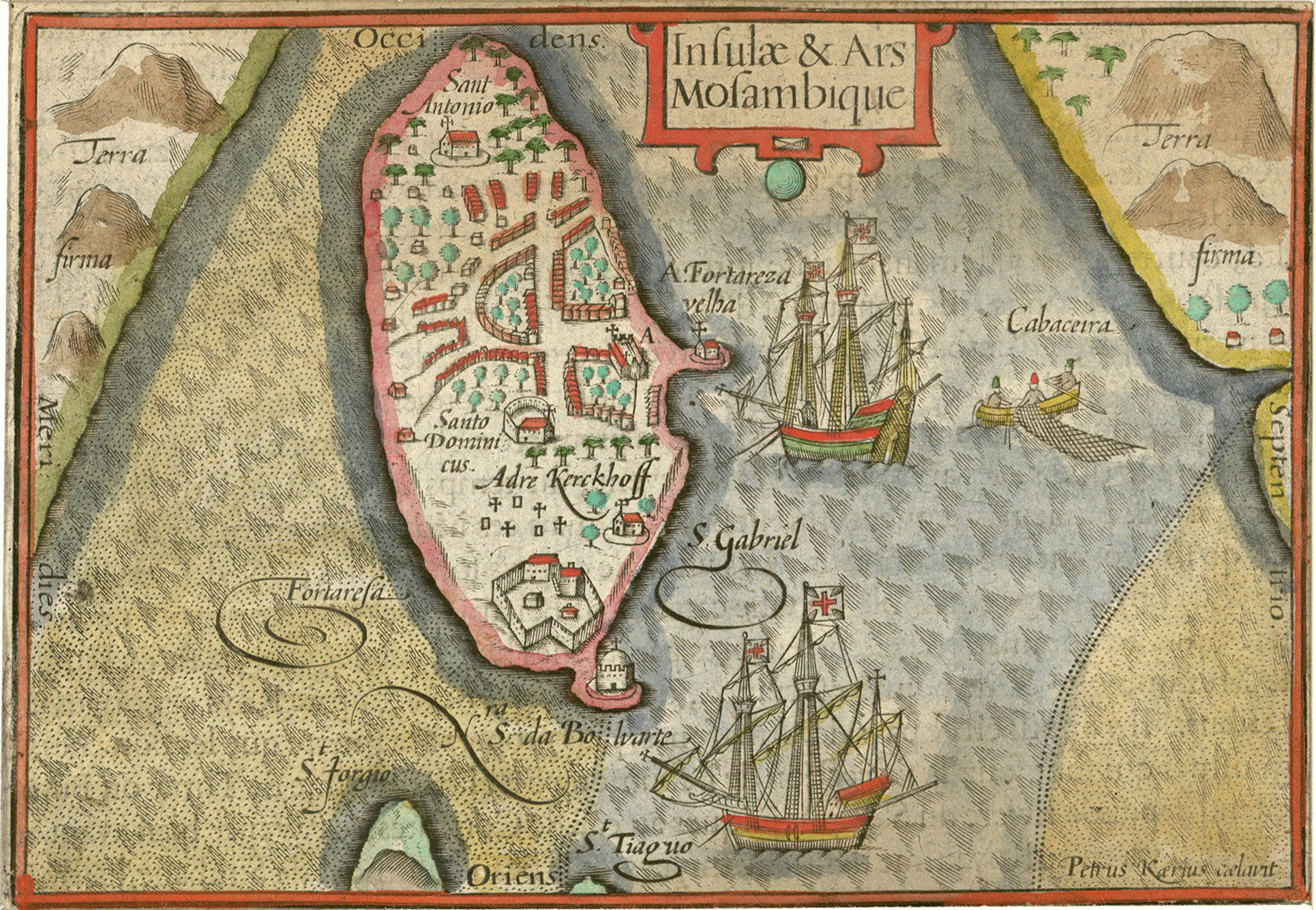
Mozambique 1598
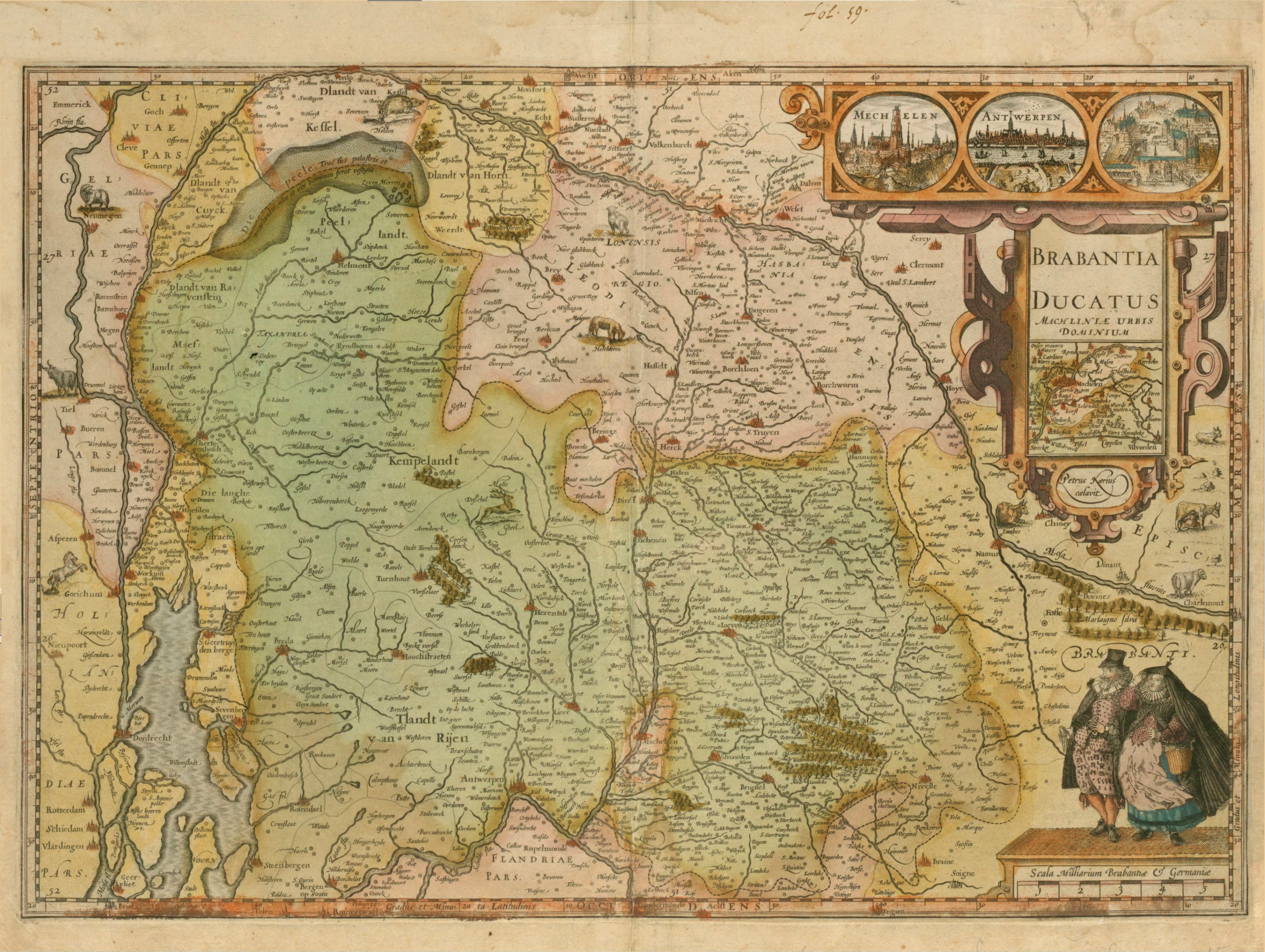
Noord-Brabant 1601
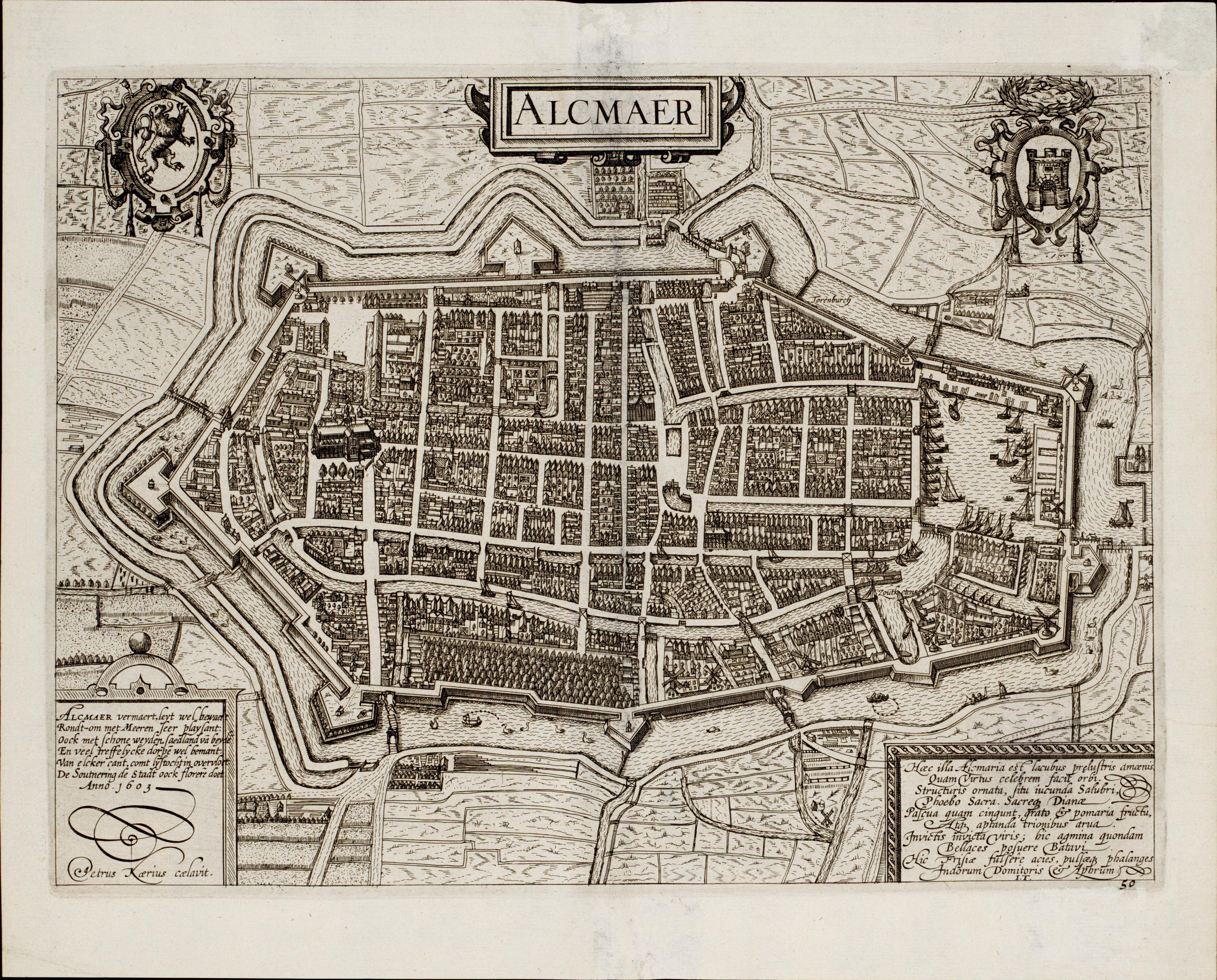
Alkmaar 1603
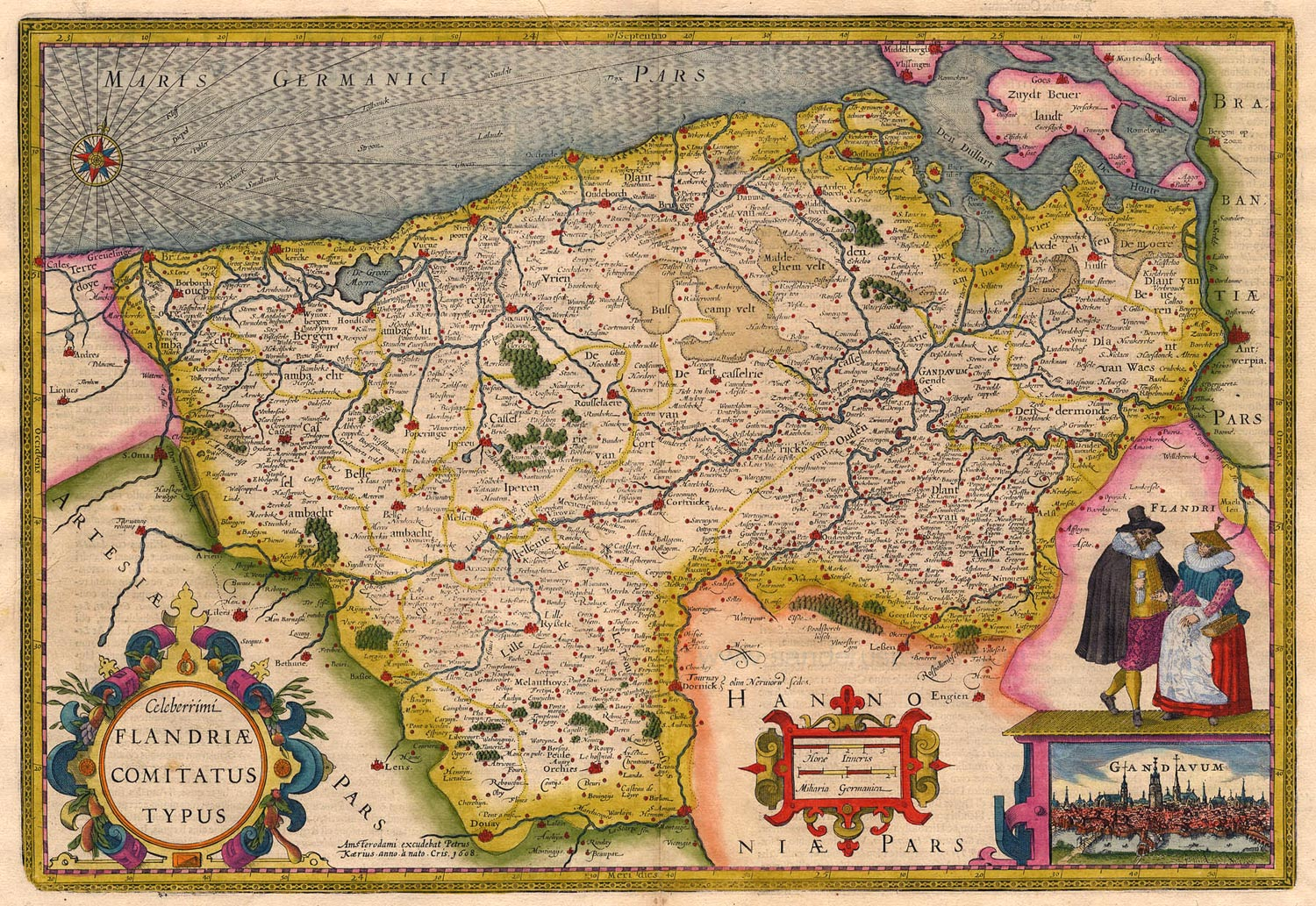
Vlaanderen 1608
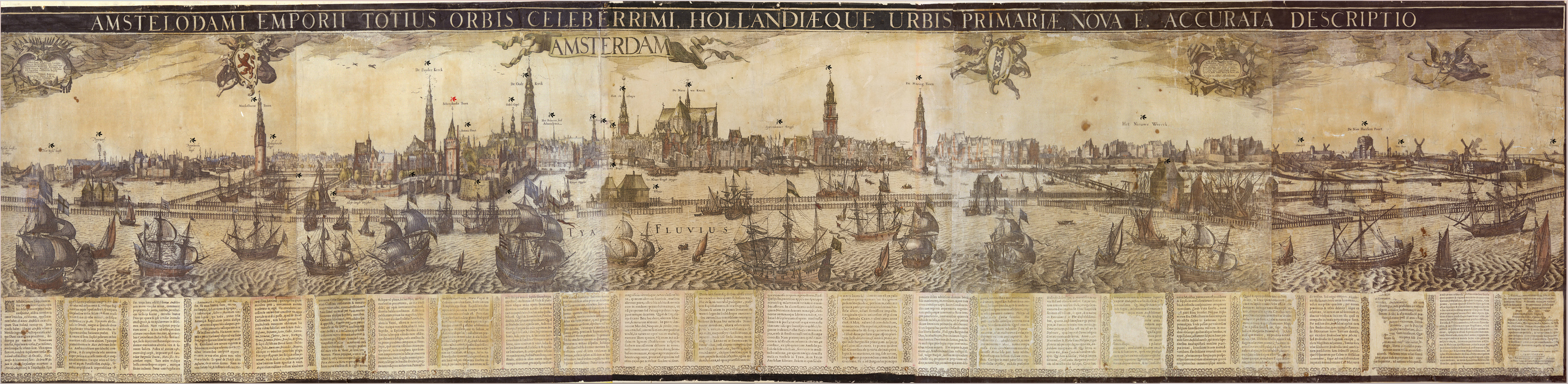
Amsterdam 1614
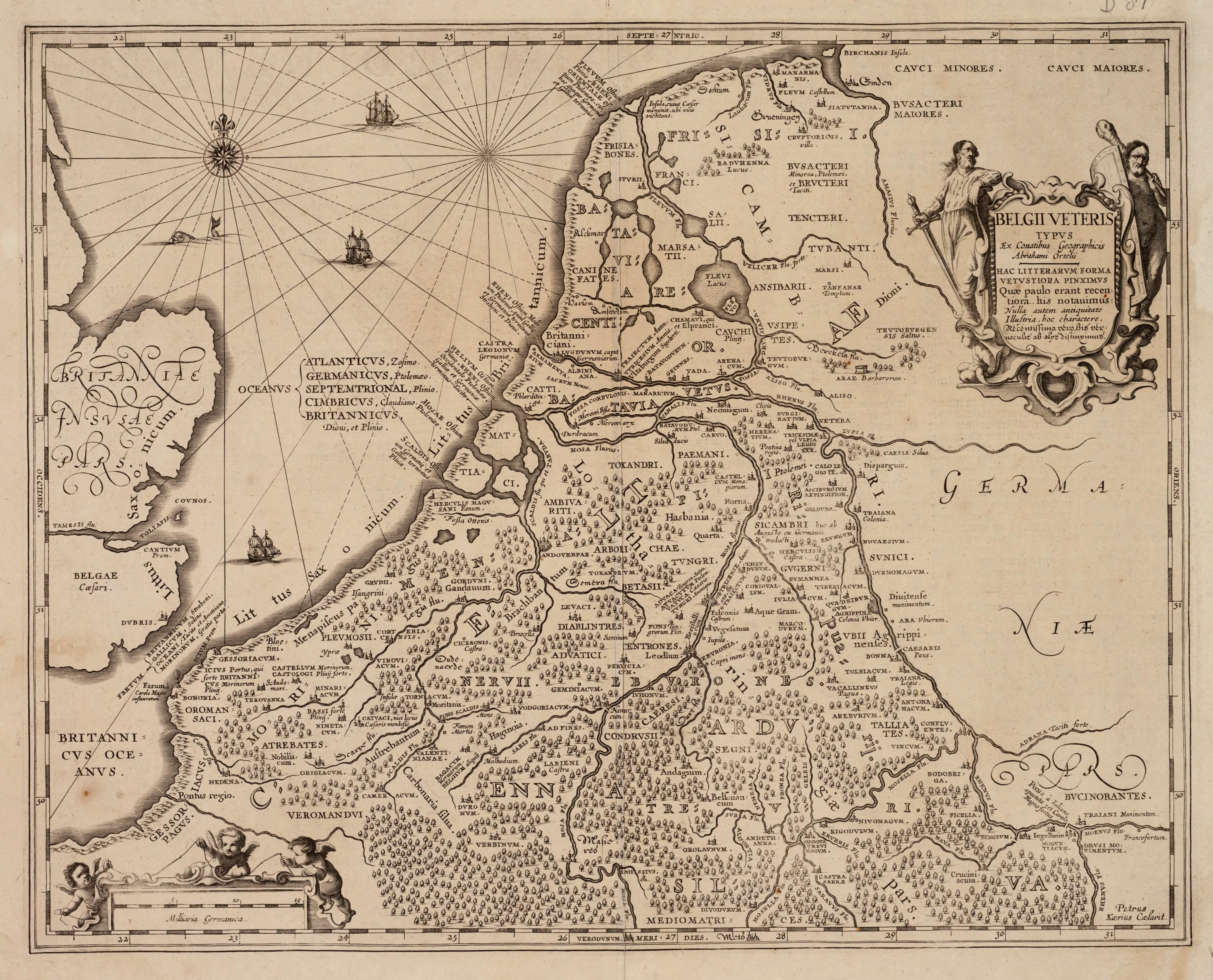
Nederland in oudere tijden 1617
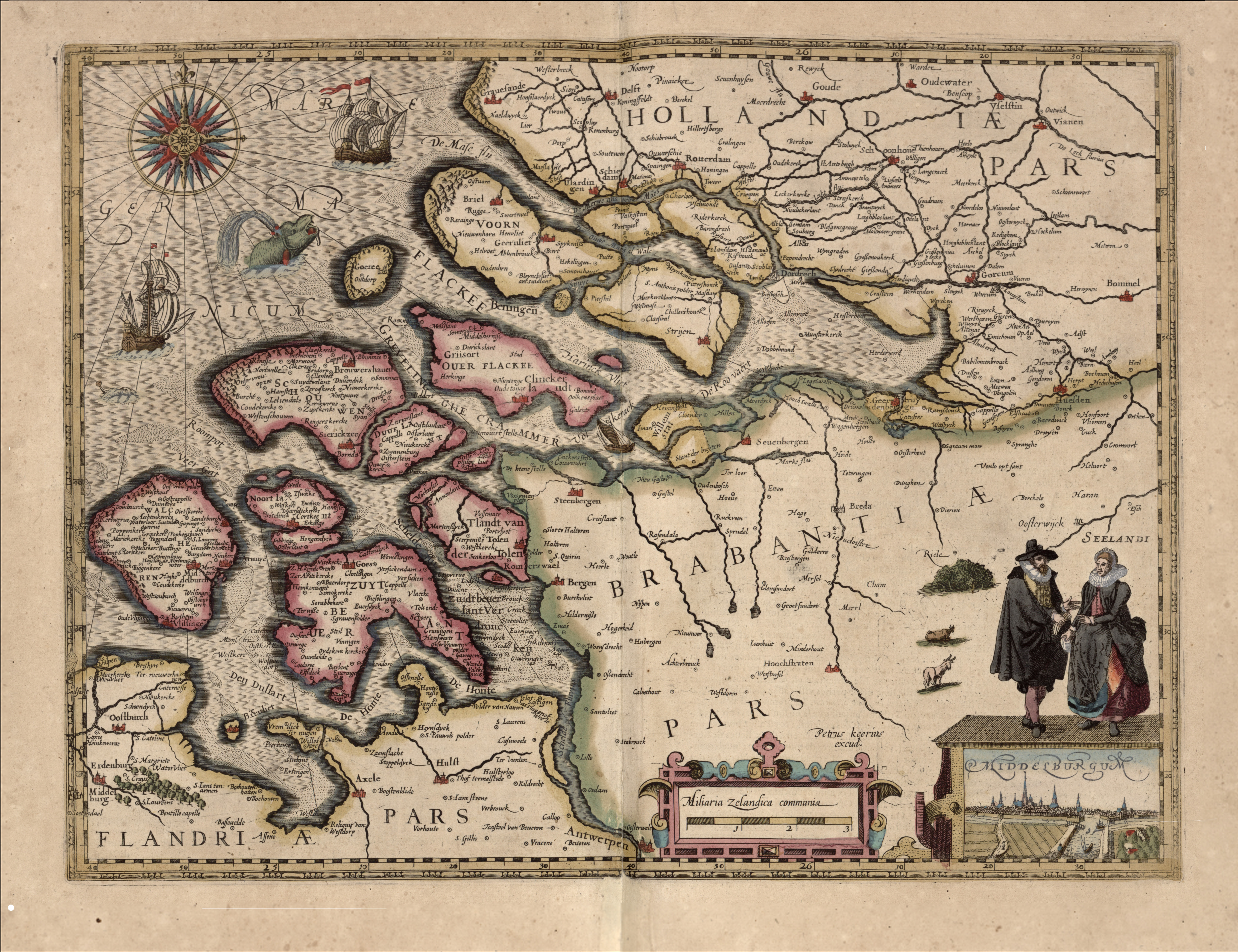
Zeeland 1617
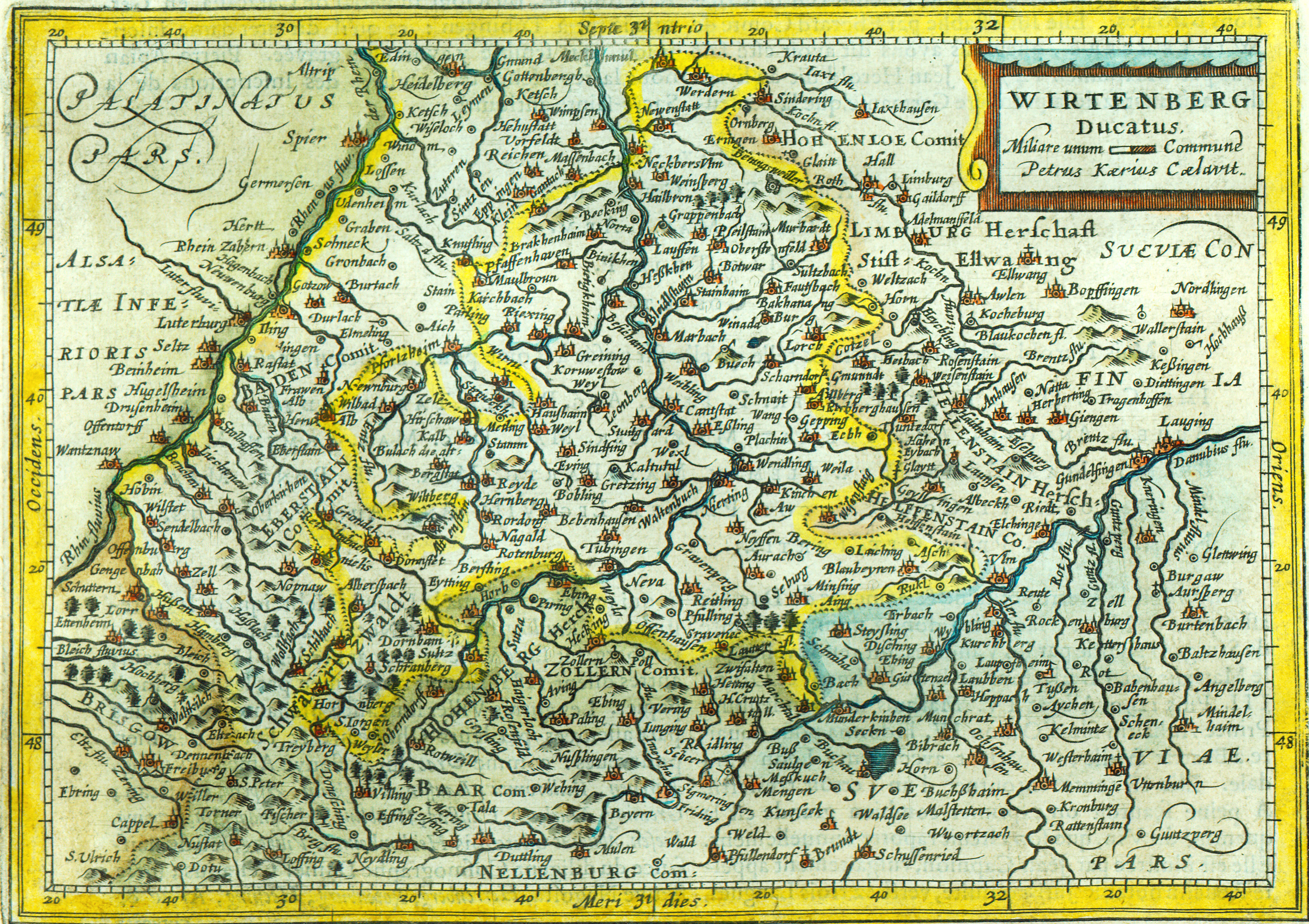
Wirtenberg 1619
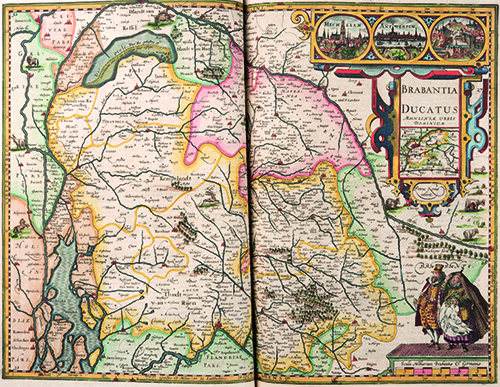
Germania inferior […] id est, XVII Provinciarum eius novae et exactae Tabulae Geographicae […], 1622, uit de collectie van The Phoebus Foundation
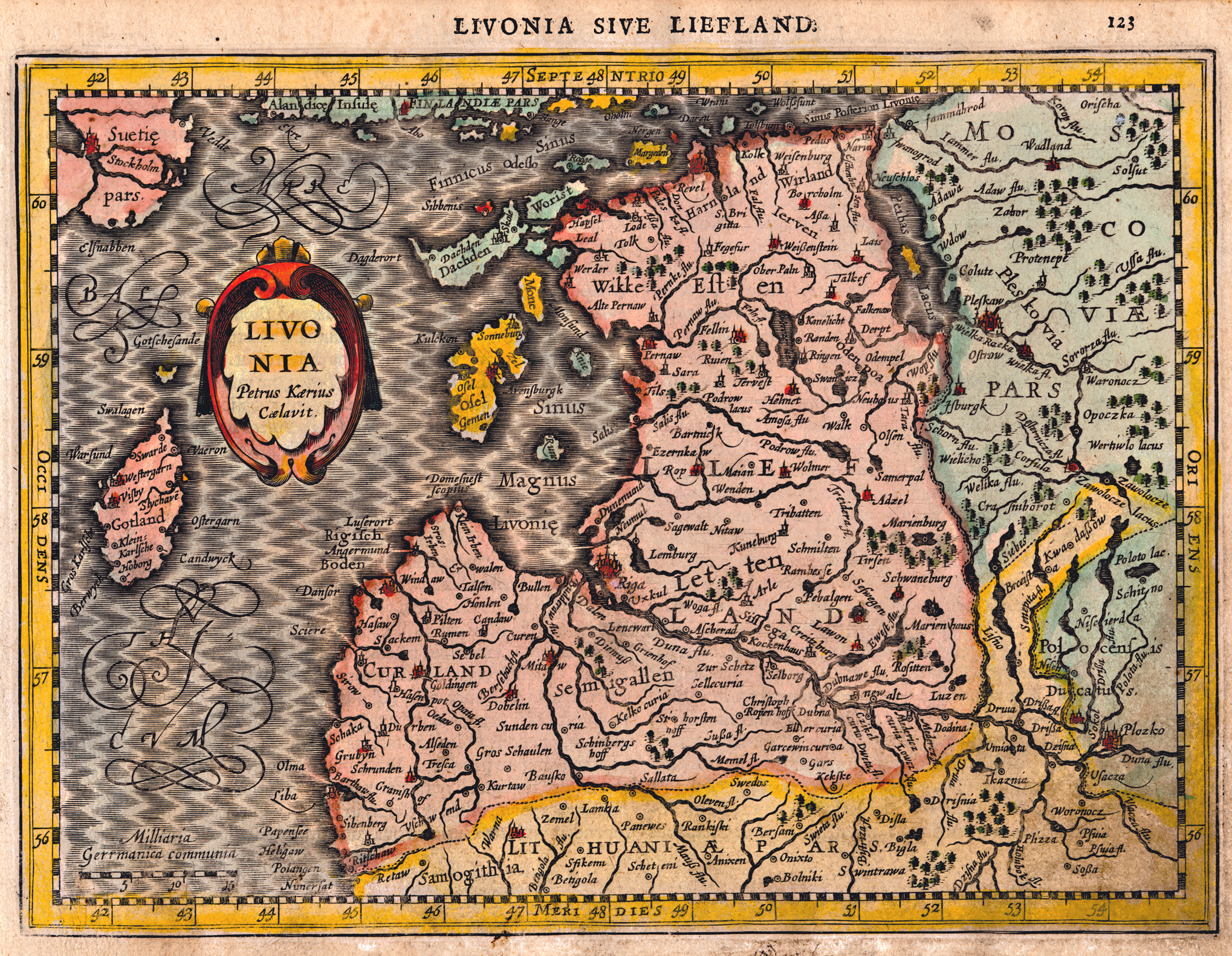
Estland 1630
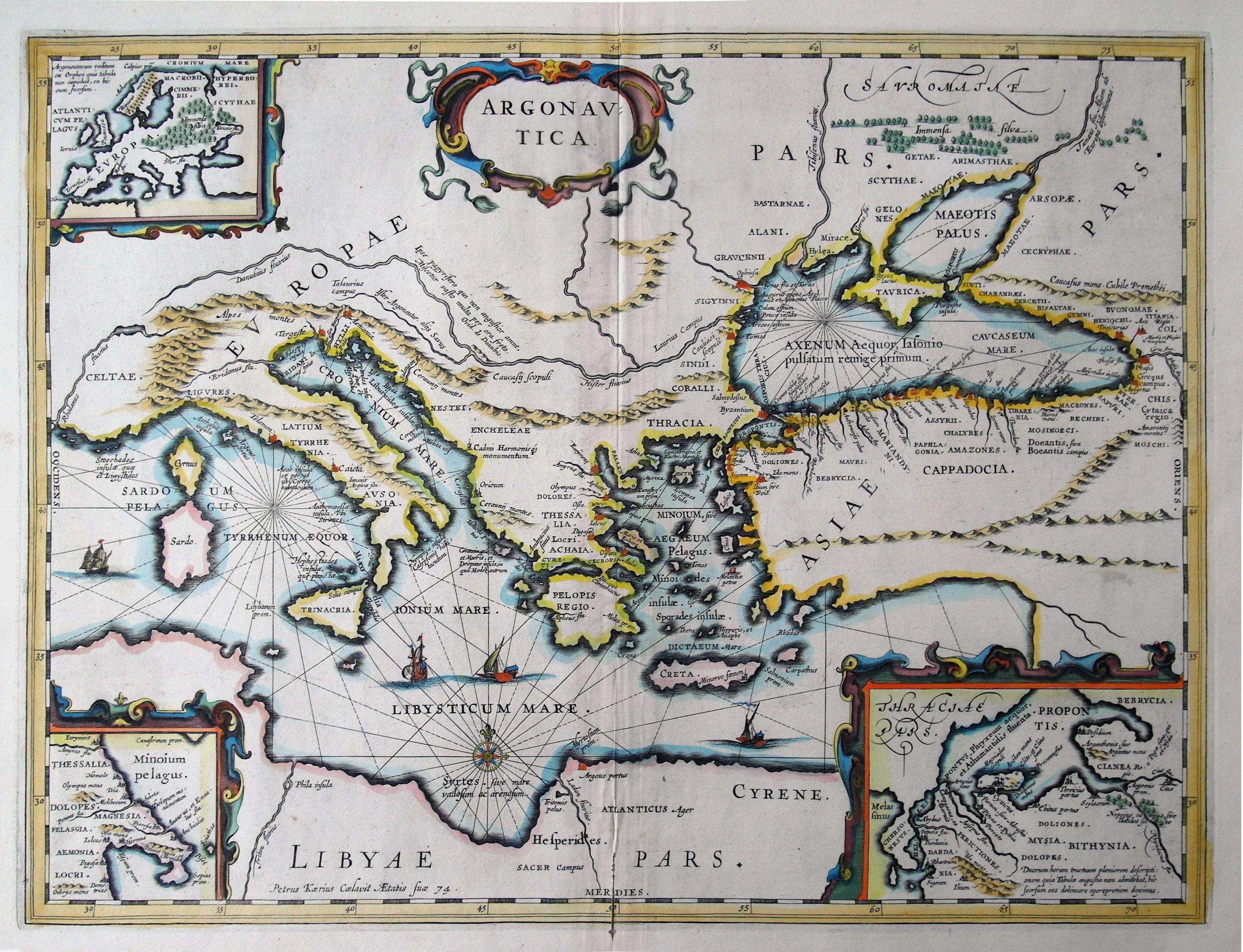
Argonautica 1645
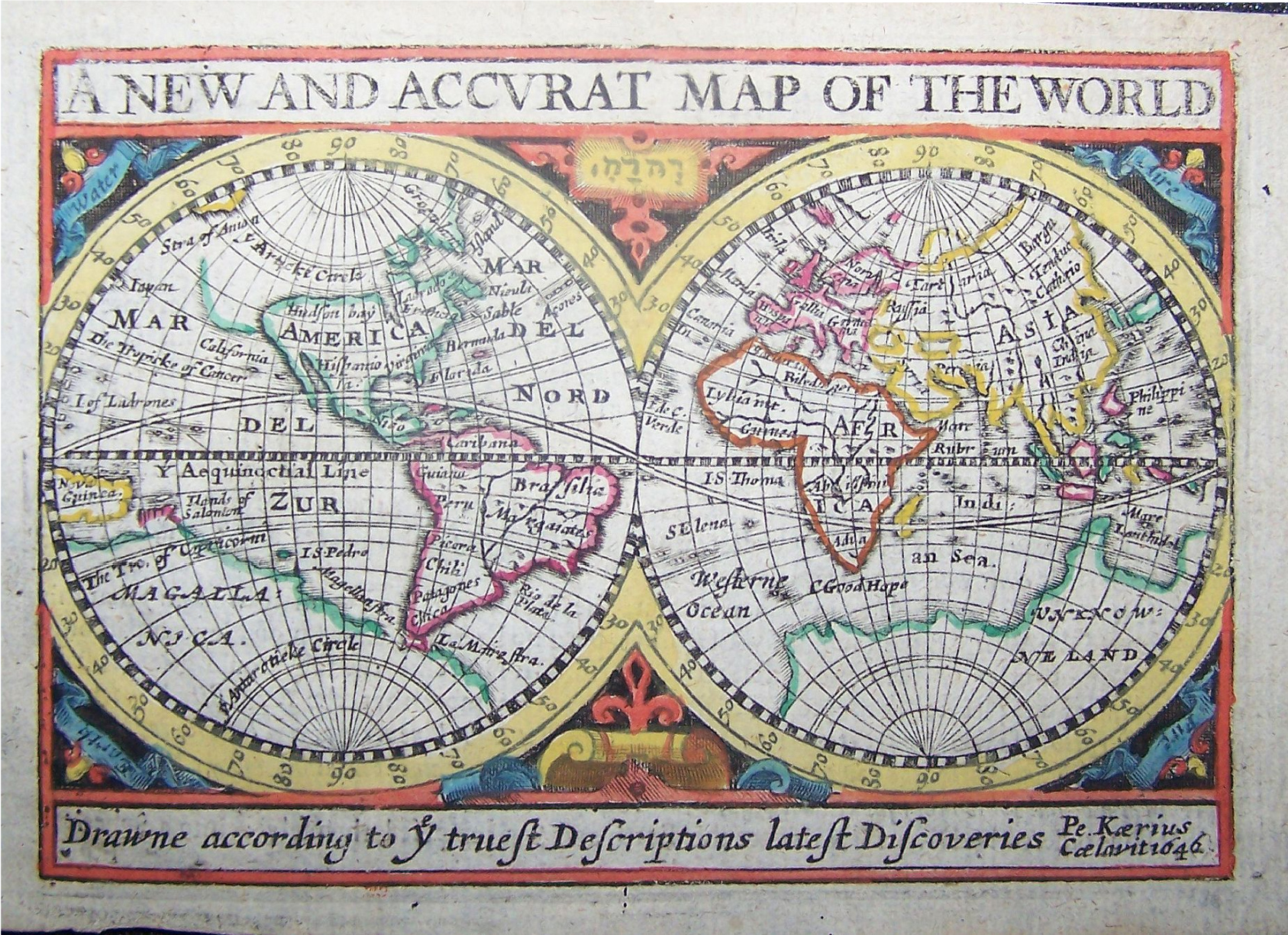
Wereld 1646
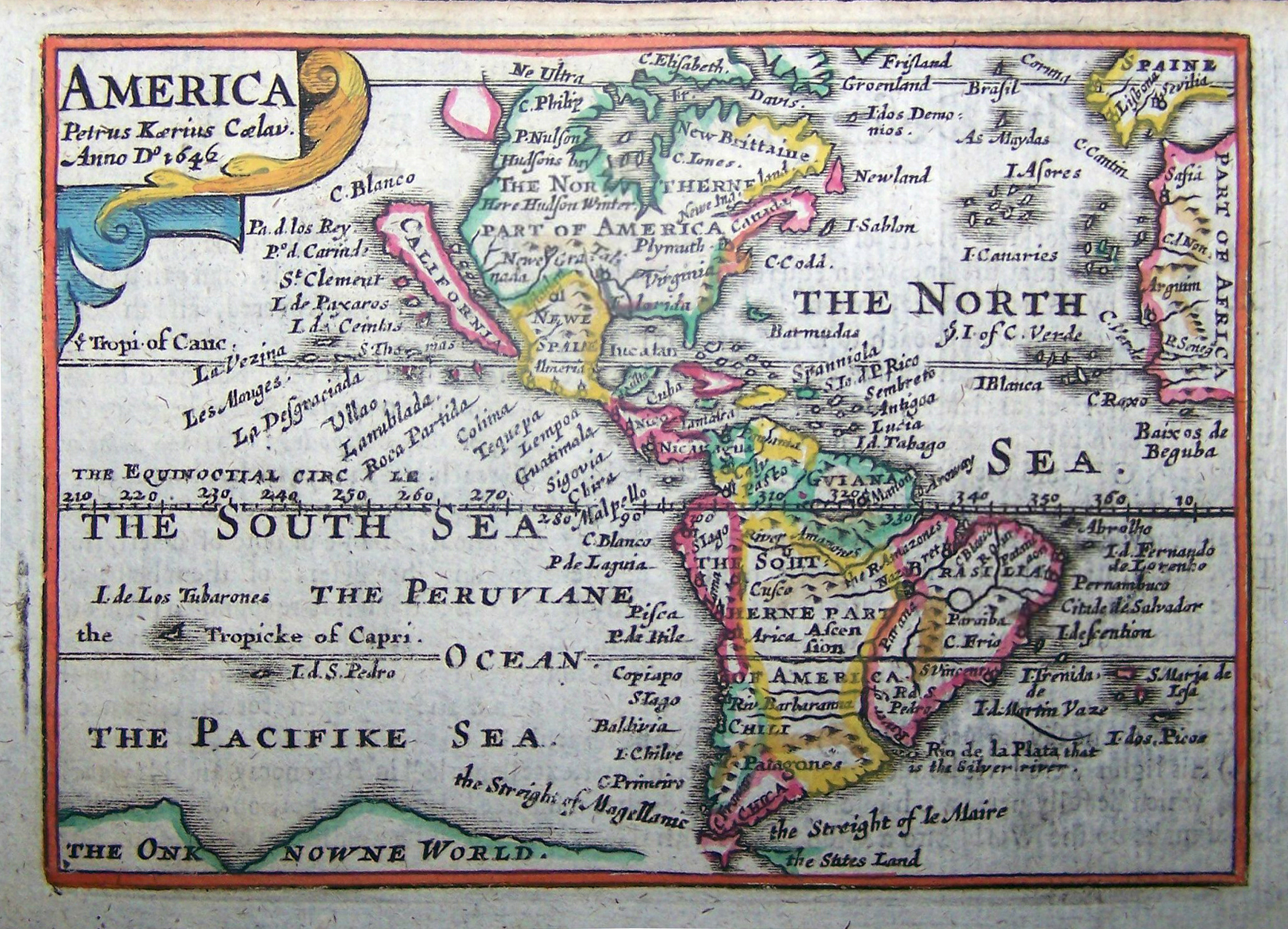
America 1646
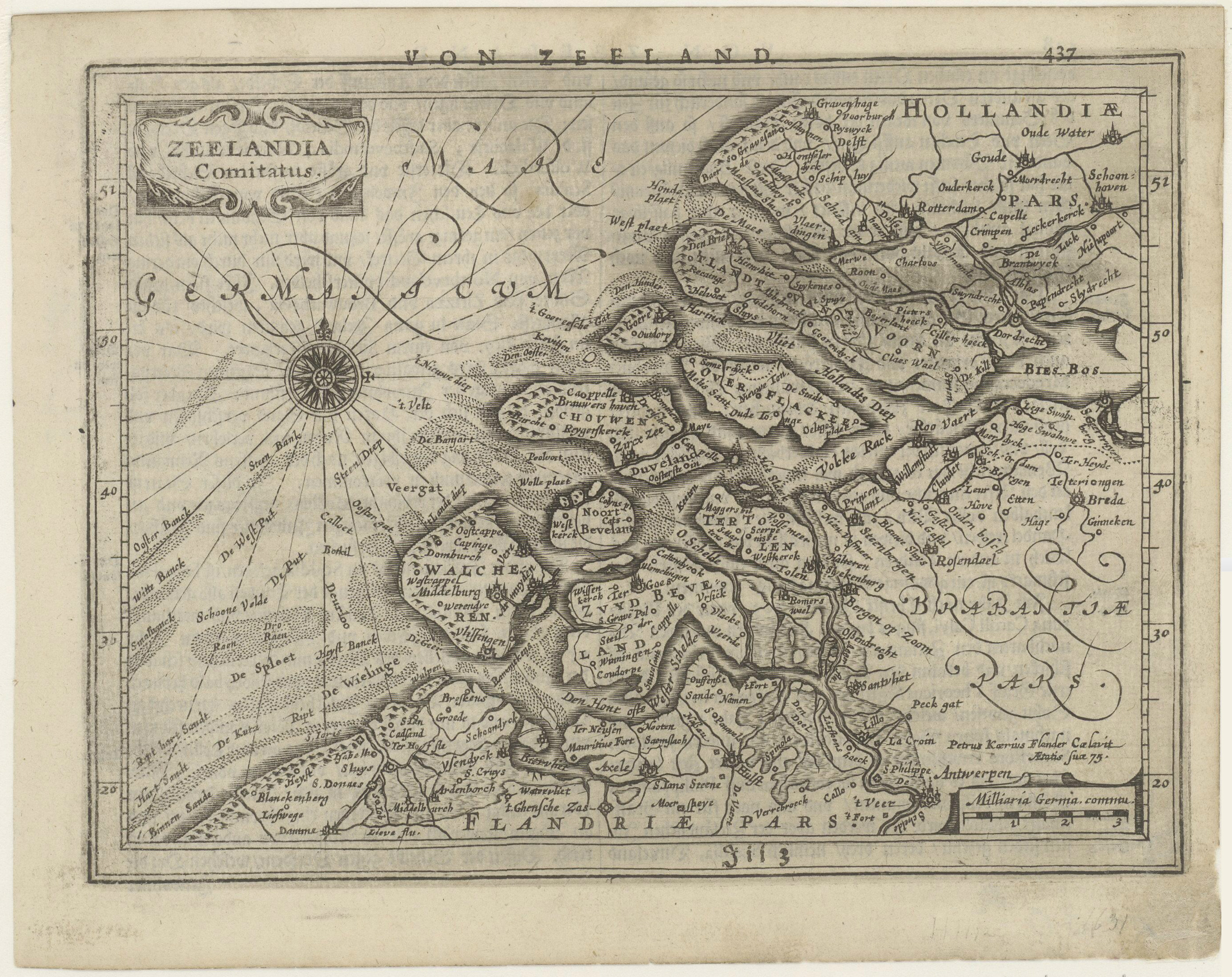
Zeeland 1648 Caelavit Aetatis suae 75